# Clã Ashina
O clã Ashina (蘆名氏), descendente do clã Taira através do clã Miura, foi um clã do Japão durante o Período Sengoku. Às vezes são utilizados os caracteres kanji "芦名" e "葦名". O nome veio da área Ashina da cidade de Yokosuka na prefeitura de Kanagawa.
Existiram dois ramos no clã: Sagami-Ashina (相模蘆名氏) e Aizu-Ashina (会津蘆名氏). Sagami-Ashina surgiu quando o terceiro filho de Miura Yoshitsugu adotou o nome Ashina. Aizu-Ashina descendeu do sétimo filho de Miura Yoshiaki, Sawara Yoshitsuru. Algumas fontes discordam, no entanto. Durante o Período Muromachi reclamou o posto de shugo de Aizu. Em 1589 o clã sofreu um grande revés contra Date Masamune na Batalha de Suriagehara, levando à decadência do clã.
Os Ashina tiveram um papel importante no romance de Futaroh Yamada, Yagyu Ninpocho, no qual, após a sua derrota para Masamune, eles se esconderam para anos depois surgir como ninjas a serviço do daimiô de Aizu.